# المؤتمر العالمي الثاني للشيوعية الدولية

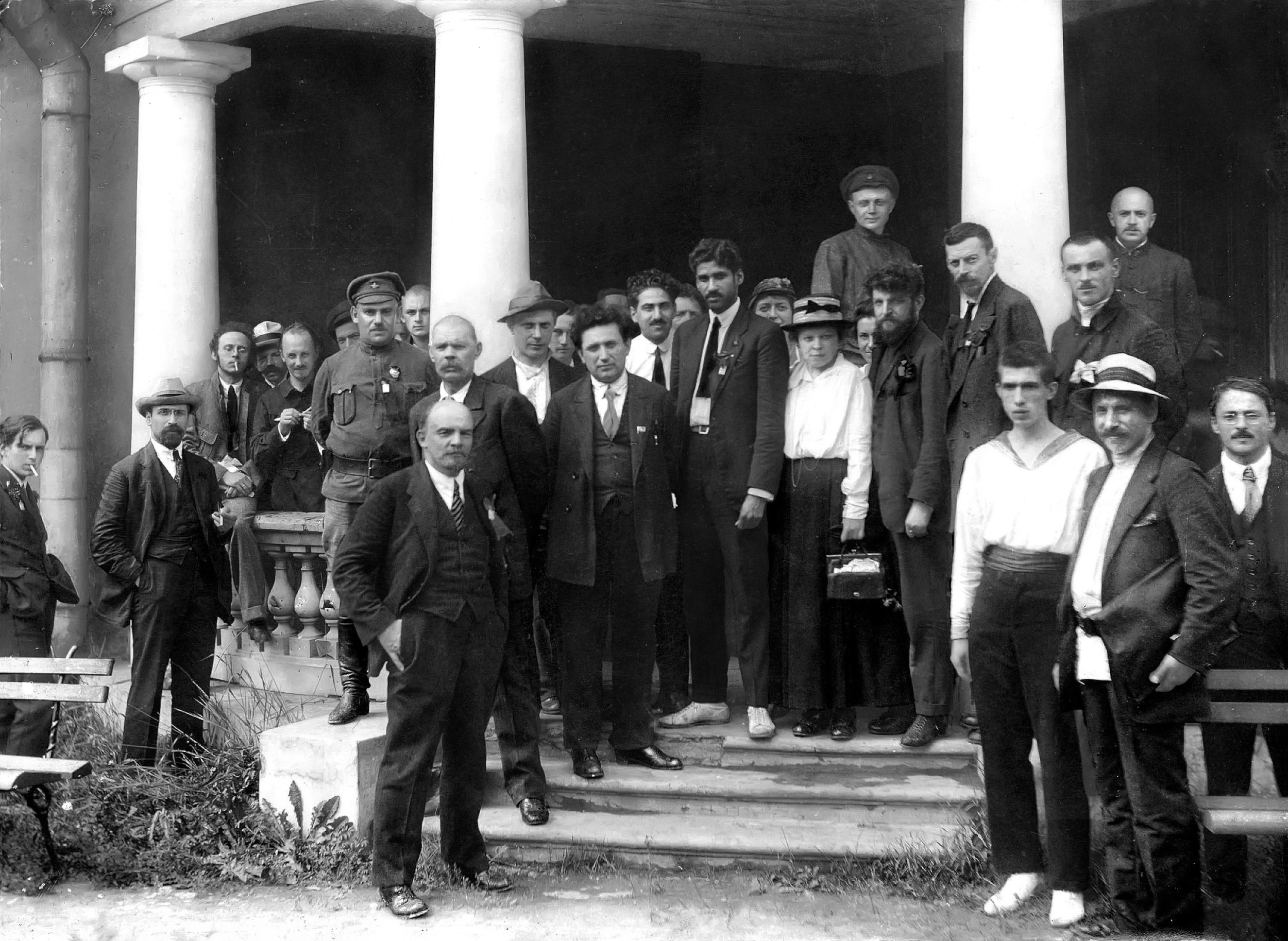
المندوبون إلى المؤتمر الثاني للكومنترن

المؤتمر العالمي الثاني للشيوعية الدولية (بالإنجليزية: 2nd World Congress of the Communist International) هو تجمع شمل ما يقرب من 220 ممثلًا للأحزاب السياسية الاشتراكية الشيوعية والثورية من جميع أنحاء العالم، عُقد في بتروغراد وموسكو من يوليو 19 حتى 7 أغسطس عام 1920. تميز المؤتمر الثاني بتركيزه على صياغة شروط القبول للعضوية وتنفيذها في المنظمة الشيوعية الدولية.

## لمحة عامة
يعتبر الباحثون المؤتمر العالمي الثاني للمنظمة الشيوعية الدولية، الذي عُقد في صيف عام 1920، «أول اجتماع دولي حقيقي لأعضاء المنظمة الجديدة ومؤيديها»، وذلك نظرًا للطبيعة المخصصة للاتفاقية التأسيسية عام 1919. يتخذ التجمع أهميته أيضًا من خلال مشاركة الزعيم السوفيتي فلاديمير لينين، الذي شارك في شؤون التجمع بشكل مكثف أكثر من أي اجتماع آخر، إذ أعد مجموعة من الوثائق الرئيسية وساهم في رسم مسار التجمع.

عُقد المؤتمر العالمي الثاني في فترة ذروة الموقف السياسي العالمي، مثلما وصف المؤرخ البريطاني إدوارد هاليت كار لاحقًا:
«شهد المؤتمر الثاني لحظة التتويج في تاريخ الكومنترن كقوة دولية، وهي اللحظة التي بدت فيها الثورة الروسية بالتأكيد على وشك تحويل نفسها إلى ثورة أوروبية، وذلك بدمج مصائر جمهورية روسيا الاتحادية الاشتراكية السوفيتية مع بلدان أوروبا الأوسع».
في حين أنه في عام 1919 لم يشارك أي حزب اشتراكي جماهيري ضمن أنشطة المؤتمر التأسيسي، شهد تجمع عام 1920 ضم مندوبين معتمدين من عدة مجموعات أوروبية كبيرة، بما في ذلك الحزب الديمقراطي الاجتماعي المستقل في ألمانيا (يو إس بي دي) والقسم الفرنسي من منظمة العمال الدولية (إس إف آي أو) والحزب الديمقراطي الاجتماعي في تشيكوسيا. رفض البلاشفة الإذن بالحضور إلى الحزب الشيوعي الأوكراني (سي بي يو) الذي تم تشكيله مؤخرًا (يناير عام 1920).
في المؤتمر العالمي الثاني، تم تحديد طبيعة الأحزاب الشيوعية وشروط قبولها في المجموعة الشيوعية الدولية، بالإضافة إلى علاقة المنظمات الوطنية بمركز التوجيه الدولي الذي تم تأسيسه رسميًا لأول مرة.

## تشكيل المندوبين
تشير الوثائق الرسمية للمؤتمر العالمي الثاني إلى أن ما مجموعه 218 مندوبًا قد شاركوا في المداولات، بمن فيهم 54 ممثلًا عن الأحزاب السياسية الاشتراكية والديمقراطية الاجتماعية وغيرها من الأحزاب السياسية غير الشيوعية و 12 آخرون عن منظمات الشباب. حضر المئتمر ما لا يقل عن 30 مندوبًا ممثلين عن مختلف جنسيات آسيا.
تم استضافة المندوبين في موسكو في ديليفوي دفور، وهو فندق يبعد مسافة قصيرة سيرًا على الأقدام من جلسات الكونغرس التي عُقدت في الكرملين. إلى جانب نقص إمدادات الطعام، كانت الوجبات المقدمة إلى المندوبين متواضعة جدًا إذ اضطر بعض المندوبين إلى الاعتماد جزئيًا على المؤن التي أحضروها معهم من بلادهم.
عند وصولهم إلى غرفهم بالفندق، تم تزويد المندوبين بمجموعة متنوعة من التقارير المكتوبة ومشاريع القرارات ونسخ من كتابين نُشرا مؤخرًا - الإرهاب والشيوعية من تأليف ليون تروتسكي والشيوعية اليسارية: اضطراب طفولي بقلم فلاديمير لينين.
شارك المندوبون في مجموعة متنوعة من المناسبات وقاموا بجولة في البلاد وحضروا اجتماعات المتاجر وشاهدوا العروض المسرحية وشاركوا في النشاطات التطوعية للمشاركة بأعمال السكك الحديدية الفرعية.

## خلفية
في 22 أبريل عام 1920، صوتت اللجنة التنفيذية للشيوعية الدولية (إي سي سي آي) لعقد المؤتمر العالمي الثاني للأحزاب الأعضاء في موعد غير محدد في المستقبل القريب. تبع ذلك في 14 يونيو من عام 1920 صدور منشور رسمي من قِبَل اللجنة لدعوة لعقد مؤتمر عالمي ثان في موسكو بعد شهر واحد من ذلك. حثّت الأحزاب السياسية التي تتعهد بالولاء للمنظمة على إرسال وفودها على الفور.
خلال هذه الفترة، تعرضت روسيا السوفيتية لحصار مسلح بري وبحري، ما جعل السفر صعبًا للغاية. كان من الصعب المرور بشكل قانوني إلا عبر ميناء ريفيل الإستوني (المعروف اليوم باسم تالين)، لكن حتى هذا كان صعبًا بسبب الرفض المنهجي لحاملي جوازات السفر المتطرفين الذين يعتزمون السفر إلى أوروبا الوسطى.
اندلعت الحرب البولندية السوفيتية في صيف عام 1920، ما أدى إلى تدمير القاطرات وخروج سيارات الشحن عن مسارها، الأمر الذي زاد من تعقيد حالة النقل.
بسبب تلك الظروف، أُجبر بعض المندوبين على استخدام جوازات سفر ووثائق هوية مزورة أو السفر بدون أي وثائق قانونية على الإطلاق، مثل التخفي على متن سفينة. فقد ثلاثة مندوبين فرنسيين حياتهم أثناء العبور، عندما سقط قارب صيد صغير أبحر من مورمانسك في محاولة لإدارة حصار الحلفاء في طقس عاصف.